# Антоніо Кваррасіно
Антоніо Кваррасіно (ісп. Antonio Quarracino; 8 серпня 1923, Полліка, Італія — 28 лютого 1998, Буенос-Айрес, Аргентина) — аргентинський кардинал. Єпископ Нуеве-де-Хуліо з 3 лютого 1962 по 3 серпня 1968. Єпископ Авельянеди з 3 серпня 1968 по 18 грудня 1985. Архієпископ Ла-Плати з 18 грудня 1985 року по 10 липня 1990 року. Архієпископ Буенос-Айреса і примас Аргентини з 10 липня 1990 по 28 лютого 1998 року. Ординарій вірних східного обряду в Аргентині з 30 жовтня 1990 року по 28 лютого 1998 року. Кардинал-священик з титулом церкви Санта-Марія-делла-Салюте-а-Примавалле з 28 червня 1991 року.

## Біографія
22 грудня 1945 року висвячений на священика.
З 3 лютого 1962 — єпископ Нуеве-де-Хуліо. 8 квітня 1962 року висвячений на єпископа. Брав участь у роботі Другого Ватиканського собору. 3 серпня 1968 призначений, а 5 жовтня 1968 вступив на посаду єпископа Авельянеди.
18 грудня 1985 призначений, а 5 квітня 1986 вступив на посаду архієпископа Ла-Плати.
З 10 липня 1990 — Архієпископ Буенос-Айреса і примас Аргентини. Одночасно з 30 жовтня 1990 року був призначений ординарієм католиків східного обряду в Аргентині. 22 листопада 1990 року вступив на посаду архієпископа Буенос-Айреса.
28 червня 1991 року зведений у сан кардинала. Кардинал-священик з титулом церкви Санта-Марія-делла-Салюте-а-Прімавалле.
Помер 28 лютого 1998 року. Похований у Кафедральному соборі Буенос-Айреса.